# Mumtaz Shaikh
Mumtaz Shaikh, née le 18 novembre 1981 à Ahmednagar (Maharashtra), est une activiste et militante féministe indienne. 
Depuis 2000, elle milite pour le droit des femmes et l'accès égalitaire à des toilettes publiques à Mumbai. En 2015, elle est sélectionnée dans la liste 100 Women de la BBC.

## Biographie
Mumtaz Shaikh naît à Ahmednagar dans l'état du Maharashtra, le 18 novembre 1981. Elle est la fille d'Abu et Madina Bakker. Peu de temps après sa naissance, sa famille déménage dans le quartier de Vashi Naka, à Chembur. En raison de la pauvreté de ses parents, elle est séparée de son frère aîné Rafique.
Victime de violences familiales, elle est amenée à vivre avec son oncle où elle effectue des tâches ménagères en échange d'un abri. À l'âge de cinq ans, son père envoie son frère, âgé de huit ans vivre chez ses parents au Kerala pour aller ensuite travailler à Dubaï.
Mumtaz Shaikh quitte école très jeune et est mariée de force à 15 ans,, enfante d'une fille à 16 ans, et commence à fréquenter le Comité des organisations de ressources (CORO). Elle y trouve suffisamment de confiance pour divorcer. 

## Carrière
Elle progresse dans la hiérarchie et lorsque le CORO créé le Mahila Mandal Federation, elle en devient la directrice exécutive.
Elle se remarie en 2006.
En mai 2011, la Mahila Mandal Federation lance la campagne Right to Pee (droit de faire pipi) s'inspirant de la campagne Chinoise Occupy Men’s Toilet. Cette campagne focalise son attention sur le fait que les toilettes dans Bombay sont payants pour les femmes, et en nombre nettement inférieurs aux urinoirs pour les hommes, gratuits pour la plupart. Les femmes n'ont parfois pas de toilettes sur leur lieu de travail. Se retenant soit de boire, soit d'uriner, elles s'entraînent des complications pour leur santé. L'évaluation dure deux ans, de 2011 à 2013, et Mumtaz Shaikh devient la porte-parole à partir de 2013.
L'initiative porte et le gouvernement construit 96 toilettes la première année, puis ordonne la construction d'un toilette chaque 20km dans tout Bombay.
En 2015, Mumtaz Shaikh est sélectionnée dans la liste 100 Women de la BBC, et donne naissance à son second enfant. En 2016, elle suit un second cycle d'études politiques et poursuit ses actions en faveur de l'accès aux sanitaires, notamment en étendant la campagne au-delà de Bombay, dans tout l'état de Maharashtra.